# Paul McNamee

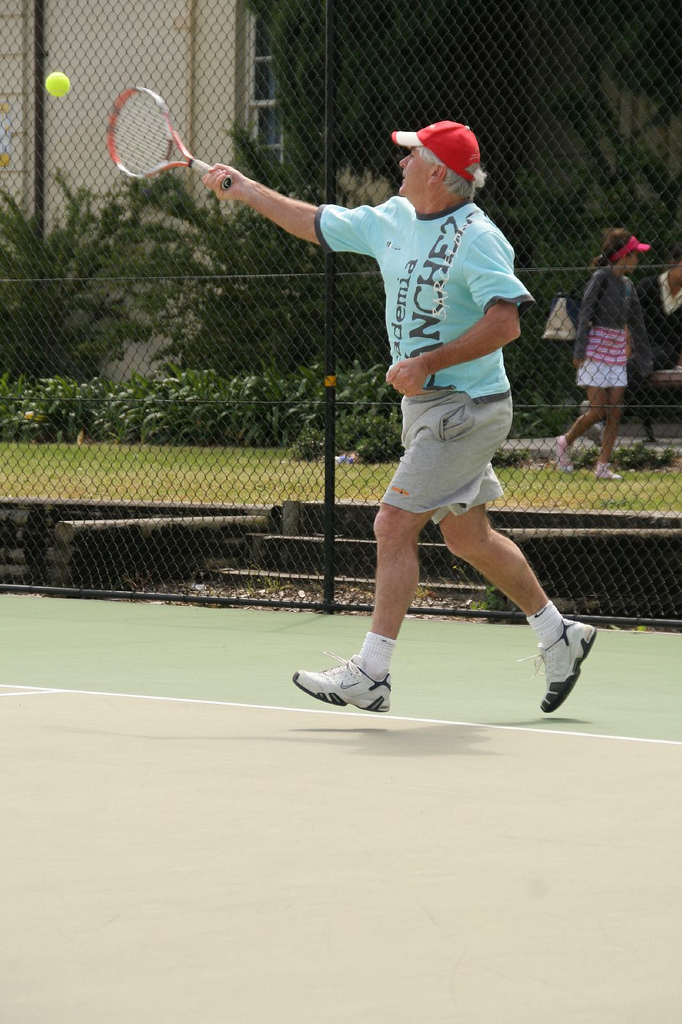
Paul McNamee

Paul McNamee, född 12 november 1954 i Melbourne, Australien, är en australisk högerhänt tidigare professionell tennisspelare med stora framgångar som dubbelspelare. Mcnamee vann som professionell spelare under perioden 1979–84 två singel- och 24 dubbeltitlar. Fyra av dubbeltitlarna var i Grand Slam-turneringar (GS). Han vann dessutom en GS-titel i mixed dubbel. McNamee rankades som bäst som nummer 24 i singel (maj 1986) och som världsetta i dubbel (juni 1981). Han spelade totalt in 1.233.615 amerikanska dollar i prispengar. 

## Tenniskarriären
Fjorton av sina 24 dubbeltitlar vann McNamee tillsammans med landsmannen Peter McNamara, däribland tre av GS-titlarna. Den första av dessa var i Australiska öppna 1979. I finalen besegrade de Paul Kronk/Cliff Letcher med siffrorna 7–6, 6–2. Paul McNamee och Peter McNamara vann dubbeltiteln i Wimbledonmästerskapen två gånger. I 1980 års turnering nådde de final och besegrade där Robert Lutz/Stan Smith med 7-6, 6–3, 6–7, 6–4. Säsongen 1982 finalbesegrade de det amerikanska paret John McEnroe/Peter Fleming med 6–3, 6–2.
McNamee vann också dubbeltiteln i Australiska öppna 1983, den gången tillsammans med Mark Edmondson. Paret finalbesegrade Steve Denton/Sherwood Stewart med 6–3, 7–6. Han vann också mixed dubbeltiteln i Wimbledonmästerskapen 1985 tillsammans med Martina Navratilova genom finalseger över John Fitzgerald/Elizabeth Smylie (7–5. 4–6, 6–2). 
McNamee deltog i det australiska Davis Cup-laget perioden 1980–86. Han spelade totalt 30 matcher och vann 19 av dessa. Han deltog i världsfinalerna 1983 och 1986, båda gånger segrade Australien över Sverige med 3–2 i matcher. I 1986 års final förlorade McNamee sina två singlar mot Stefan Edberg (8–10, 4–6) och Mikael Pernfors (3–6, 1–6, 3–6). I finalen 1983 vann McNamee tillsammans med Edmondson dubbelmatchen över Anders Järryd/Hans Simonsson (6–4, 6–4, 6–2).

## Spelaren och personen
McNamee har efter avslutad tävlingskarriär bland annat ägnat sig åt speladministration och spelade en nyckelroll vid tillskapandet av Hopman Cup för könsmixade landslag. Fram till 2006 var han också tävlingsledare för Australiska öppna. 
Från 2006 är McNamee turneringsledare för Australian Golf Open.

## Grand Slam-titlar
- Australiska öppna
  - Dubbel – 1979, 1983

- Wimbledonmästerskapen
  - Dubbel – 1980, 1982
  - Mixed dubbel – 1985

## Övriga titlar på proffstouren
- Singel
  - 1980 – Palm Harbor
  - 1982 – Baltimore (WCT)
- Dubbel
  - 1984 – Aix-En-Provence, Houston, Houston WCT, London/Queen's Club
  - 1983 – Brisbane, London/Queen's Club, Memphis
  - 1982 – Monte Carlo, Bournemouth
  - 1981 – Masters WCT, Stuttgart utomhus, Sydney utomhus
  - 1980 – Stockholm, Palm Harbor, Houston, Sydney utomhus
  - 1979 – Kairo, Nice, Palermo, Sydney utomhus